# Semiothisa amandata
Semiothisa amandata là một loài bướm đêm trong họ Geometridae.